# Ukwi
Ukwi è un villaggio del Botswana situato nel distretto di Kgalagadi, sottodistretto di Kgalagadi North. Il villaggio, secondo il censimento del 2011, conta 459 abitanti.

## Località
Nel territorio del villaggio sono presenti le seguenti 5 località:
- Kwa Kgosing di 10 abitanti,
- Shubule Zutshila di 5 abitanti,
- Tshwarantsa di 6 abitanti,
- Xaala di 33 abitanti,
- Zutshila di 10 abitanti